# Gianni Amelio
Pour les articles homonymes, voir Amelio.
Gianni Amelio est un réalisateur italien de cinéma et de télévision, né le 20 janvier 1944 à San Pietro di Magisano, province de Catanzaro.

## Biographie
Peu après sa naissance, son père rejoint son grand-père, émigré en Argentine : la figure du père absent est une des caractéristiques de sa filmographie.
Gianni Amelio suit à l'université de Messine, en Sicile, une formation en philosophie, et entre ensuite au Centro sperimentale di cinematografia de Rome. Assistant de Liliana Cavani, Vittorio De Seta et d'autres réalisateurs dans les années 1960, il  devient réalisateur pour le petit écran et pendant plusieurs années réalise des téléfilms remarqués par la critique.
En 1982, il tourne son premier long métrage Colpire al cuore (Droit au cœur) récompensé du Prix David di Donatello de la meilleure réalisation et obtient le Prix ACI à la Mostra de Venise.
La recherche du père hante tous les films de Gianni Amelio, issu d'une famille d'émigrants, où les pères abandonnent les fils. Dans ses films, plus psychologiques que politiques, Gianni Amelio est conscient des influences des grands maîtres du cinéma italien, Roberto Rossellini, Vittorio De Sica ou Luchino Visconti. Il partage la vision de ce dernier qui insiste sur la notion d’humanité : « L’expérience m'a enseigné que le poids de l'être humain, sa présence sont les seules choses qui comptent sur l'écran. »
Au-delà de son propre questionnement affectif, familial ou social, le cinéaste met toujours en scène le thème de l'altérité dans sa vérité.
En janvier 2014, il fait son coming out et se déclare homosexuel. Il écrit en 2018 un deuxième roman, Padre quotidiano, dans lequel il raconte l'adoption de son fils lors du tournage de Lamerica.

## Principaux films
- Colpire al cuore (Droit au cœur) (1982), interprété par Jean-Louis Trintignant est récompensé du David di Donatello de la meilleure réalisation et obtient le Prix ACI de la Mostra de Venise.
- I ragazzi di via Panisperna (1988) traite de la disparition du physicien Ettore Majorana et des implications de la recherche scientifique.
- Portes ouvertes (1990) se penche sur la peine de mort (nommé à l'Oscar du meilleur film étranger).
- Les Enfants volés, récompensé par le Grand Prix du jury et le Prix du jury œcuménique au Festival de Cannes en 1992, un road movie sur la solidarité entre exclus, qui l'impose définitivement comme un cinéaste qui s'inscrit dans la grande tradition du cinéma politique italien. Ce film  reprend tous les thèmes privilégiés de l’auteur, tels que la misère, l’enfance, la délinquance et le Sud. À travers cette histoire de deux jeunes orphelins, Rosetta et son frère, pris en affection par un jeune carabinier, on peut mesurer toute la profondeur du manque paternel, et du transfert qui en découle.
- Lamerica (prix spécial de la mise en scène à la Mostra de Venise en 1994) : Gianni Amelio s'interroge sur les rapports entre l’Occident et le reste du monde et dénonce le capitalisme sauvage et colonialiste qui sévit en Albanie à travers l’histoire de deux italiens partis à la conquête du nouveau monde après la chute du communisme, en 1991. Cette réflexion sur des personnes déplacées et sur les problèmes de l’émigration recoupe, comme l’explique Gianni Amelio, une interrogation personnelle, car il appartient à une famille d'émigrés. « Ce film est un voyage à la découverte de la véritable Albanie mais aussi de nos racines communes. C’est la découverte du fait que, derrière chaque peuple, il y a des duretés et des fatigues, et des parcours douloureux, des aventures, des rêves et des échecs, et des reprises. » Pour le réalisateur, le singulier rejoint toujours l’universel, et il ne cesse de prôner la tolérance, « la ressemblance entre les peuples », la fraternité, même si elle n’est pas évidente et souvent même conflictuelle.
- Mon frère  (Lion d'or à la Mostra de Venise en 1998), le rapport fraternel passionnel est le lieu de prédilection d’une affectivité pathologique et douloureuse. Mais le message final est celui de l’amour.
- Le chiavi di casa (en sélection officielle pour la Mostra de Venise en 2003) aussi beau que dérangeant, où il narre la découverte mutuelle d’un père et de son fils handicapé.
- L'Étoile imaginaire (2005) a été également sélectionné pour la Mostra de Venise.

## Filmographie

### Cinéma
- 1982 : Colpire al cuore, avec Laura Morante, Jean-Louis Trintignant
- 1987 : I ragazzi di via Panisperna, avec Laura Morante, Ennio Fantastichini, Mario Adorf, Virna Lisi
- 1990 : Portes ouvertes (Porte aperte), avec Gian Maria Volonté, Ennio Fantastichini, Renato Carpentieri
- 1992 : Les Enfants volés (Il ladro di bambini), avec Enrico Lo Verso
- 1994 : Lamerica, avec Enrico Lo Verso, Michele Placido
- 1998 : Mon frère (Così ridevano), avec Enrico Lo Verso, Fabrizio Gifuni, Clara Calamai
- 2004 : Les Clefs de la maison (Le chiavi di casa), avec Kim Rossi Stuart, Charlotte Rampling
- 2006 : L'Étoile imaginaire (La stella che non c'è), avec Sergio Castellitto
- 2012 : Le Premier Homme, avec Jacques Gamblin
- 2014 : L'intrepido, avec Antonio Albanese
- 2014 : Felice chi è diverso (it), documentaire
- 2017 : La tenerezza
- 2020 : Hammamet, avec Pierfrancesco Favino
- 2022 : Il signore delle formiche
- 2024 : Campo di battaglia

### Télévision
- La fine del gioco (1970)
- La città del sole (1973)
- Bertolucci secondo il cinema (1976), film documentaire sur 1900 avec Robert De Niro, Gérard Depardieu, Stefania Sandrelli, Alida et Romolo Valli, Burt Lancaster
- Effetti speciali (1976)
- La morte al lavoro (1978)
- Il piccolo Archimede (1979)
- I velieri (1983)

### Collaborations
- Un homme à moitié (Un uomo a metà) de Vittorio De Seta (assistant réalisateur et secrétaire d'édition, 1965)
- Lo scandalo d'Anna Gobbi (opérateur et assistant réalisateur, 1965)
- Ballata da un miliardo de Gianni Puccini (opérateur et assistant réalisateur, 1966)
- Dove si spara di più de Gianni Puccini (opérateur et assistant réalisateur, 1966)
- I sette fratelli Cervi de Gianni Puccini (assistant réalisateur, 1967)
- Il gatto selvaggio d'Andrea Frezza (assistant réalisateur, 1968)
- Les Cannibales (I Cannibali) de Liliana Cavani (assistant réalisateur, 1969)

## Publications
- Il vizio del cinema (Einaudi, 2004)
- Un film che si chiama desiderio (Einaudi, 2010)
- Politeama, roman, Mondadori, 2016
- Padre quotidiano, roman, Mondadori, 2018.

## Distinctions
- Ruban d'argent de la réalisation du meilleur film
  - Portes ouvertes (1991)
  - Les Enfants volés (1993)
  - Lamerica (1995)
  - Les Clefs de la maison (2005)
- Mostra de Venise 1995
  - Osella d'or de la meilleure réalisation pour Lamerica
- Mostra de Venise 1998
  - Lion d'or du meilleur film pour Mon frère (Così ridevano)